# Holocentropus affinis
Holocentropus affinis is een fossiele soort schietmot uit de familie Polycentropodidae.